# Lori Singer

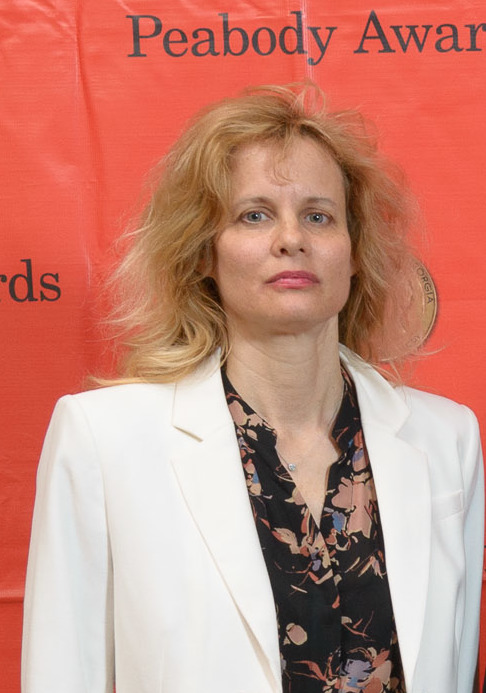
Lori Singer em 2014

Lori Singer (Corpus Christi, 6 de novembro de 1957) é uma atriz e musicista estadunidense.  Filha do maestro Jacques Singer, ela nasceu em Corpus Christi, Texas, e foi criada em Portland, Oregon, onde seu pai atuou como regente principal da Orquestra Sinfônica de Oregon de 1962 a 1972. Singer foi um prodígio musical, fazendo sua estreia como violoncelista da Oregon Symphony aos treze anos, e posteriormente foi aceita na Juilliard School, onde se tornou a mais jovem graduada da instituição.
É conhecida por ter atuado em Footloose, de 1984, no papel de Ariel Moore, e na série Fame,de 1982, no papel de Julie Miller.
No início dos anos 1980, ela assinou com a Elite Model Management antes de mudar seu foco para a atuação. Ela foi escalada como Julie Miller, uma dançarina adolescente e violoncelista, na série de televisão Fame, na qual apareceu entre 1982 e 1983. Singer ganhou destaque por seu papel principal como Ariel Moore no filme de drama musical Footloose (1984). Mais tarde, ela foi escalada para papéis coadjuvantes no drama de John Schlesinger, The Falcon and the Snowman (1985), na comédia The Man with One Red Shoe (1985), no filme de terror Warlock (1989) e no drama Short Cuts (1993), de Robert Altman. A atriz foi indicada ao Independent Spirit Award de Melhor Atriz Feminina por sua atuação em Trouble in Mind (1985).